# Brenda Schultz
Brenda Anne Marie Schultz-McCarthy (ur. 28 grudnia 1970 w Haarlemie) – tenisistka holenderska, zwyciężczyni turniejów zawodowych w grze pojedynczej i podwójnej, reprezentantka w Pucharze Federacji, olimpijka.
Pochodzi z rodziny, gdzie tenis uprawiało – chociaż nie wyczynowo – kilka osób. Treningi tenisowe rozpoczęła w wieku 9 lat, a karierę zawodową w 1986. Najsilniejszą bronią Holenderki jest serwis, przed epoką sióstr Williams uznawany za najpotężniejszy w tenisie kobiecym. W latach 1990–1997 regularnie wygrywała klasyfikację na najszybszy serwis sezonu. Praworęczna, posługuje się bekhendem jednoręcznym, ale zazwyczaj slajsowanym – albo defensywnym, albo przygotowującym atak. Ofensywniej gra forhendem. Po wyjściu za mąż za Amerykanina, byłego zawodnika futbolu amerykańskiego Seana McCarthy (8 kwietnia 1995), posługuje się w startach turniejowych podwójnym nazwiskiem Schultz-McCarthy.
Jej pierwszym znaczącym osiągnięciem była IV runda (1/8 finału) French Open w 1988. Na tym samym turnieju osiągnęła finał w grze mieszanej, występując w parze z rodakiem Michielem Schapersem. W decydującym pojedynku para holenderska uległa duetowi Lori McNeil i Jorge Lozano 5:7, 2:6. Również w sezonie 1988 Brenda Schultz zaliczyła pierwsze finały turniejowe w singlu, przegrywając jednak zarówno w Oklahomie (z McNeil, po drodze notując zwycięstwo nad Janą Novotną), jak i Tajpej (ze Stephanie Rehe). Na pierwsze zwycięstwo turniejowe Holenderka czekała do 1991 (Schenectedy). W tym samym sezonie po raz pierwszy pokonała rywalki sklasyfikowane w czołowej dziesiątce rankingu – Janę Novotną w czasie Wimbledonu (w 1988 Novotná była notowana niżej) i Mary Joe Fernández na turnieju w Filadelfii. W 1992 wygrała turniej w Birmingham i zaliczyła dalsze dwa finały. W 1993 w Taranto triumfowała i w singlu, i w deblu.
W sezonie 1994 nie odniosła wprawdzie zwycięstwa turniejowego, ale zaliczyła aż cztery finały (w Oklahomie przegrała z Meredith McGrath, w Berlinie ze Steffi Graf, w Palermo z Iriną Spîrleą, w Québecu z Kateriną Maleewą). W drodze do półfinału dużego turnieju w Miami pokonała wiceliderkę rankingu Hiszpankę Sánchez Vicario. Debiutowała w turnieju "Masters"' (WTA Tour Championships), ale już w I rundzie odpadła z Graf. Rok zakończyła jako 15. zawodniczka rankingu. W ćwierćfinale turnieju na kortach trawiastych w Birmingham przeciwko Chorwatce Ivie Majoli ustanowiła rekord asów serwisowych w meczu (22). Jeszcze skuteczniej grała w kolejnym sezonie – wygrała dwie imprezy i jako pierwsza Holenderka od osiemnastu lat (od czasu Betty Stöve) doszła do wielkoszlemowych ćwierćfinałów na Wimbledonie i US Open. Na US Open pokonała m.in. wysoko rozstawioną Japonkę Kimiko Date. Po raz drugi wystąpiła również w turnieju Masters, tym razem dochodząc do półfinału po zwycięstwach nad Magdaleną Maleewą i Conchitą Martínez (przegrała z Anke Huber).
W 1996 wygrała turniej w Oklahomie (w finale z Amandą Coetzer). W marcu t.r. po raz pierwszy została sklasyfikowana w czołowej dziesiątce, osiągając w maju najwyższą pozycję rankingową w karierze – nr 9. W 1997 odniosła ostatnie jak dotychczas turniejowe zwycięstwo – w Québecu. W obu tych sezonach grała także w Masters (rok 1996 zakończyła jako 13. rakieta świata, 1997 – jako 15.), odpadając jednak już w pierwszych meczach (kolejno z Sánchez Vicario i Hingis). W 1997 na turnieju w Eastbourne (korty trawiaste) pokonała wiceliderkę rankingu Seles.
Wkrótce jej kariera załamała się ze względu na kontuzje, głównie pleców. W 1998 grała tylko do wiosny, zaliczając zaledwie jeden ćwierćfinał turniejowy. Po rocznej przerwie wystąpiła we French Open, ale słaby występ i dalsze problemy zdrowotne sprawiły, że był to jej jedyny turniej w 1999. Ogłosiła zakończenie kariery sportowej, ale po pięcioletniej przerwie pojawiła się ponownie na kortach – wystąpiła w meczu Pucharu Federacji z Polską w kwietniu 2005 (w parze z młodszą o niemal czternaście lat Michelle Gerards pokonała Klaudię Jans i Alicję Rosolską). Do życia turniejowego powróciła w 2006, ale dwa pierwsze starty zakończyła na eliminacjach, a dwa kolejne – w turniejach, do których otrzymała specjalne zaproszenia ("dzikie karty") – na I rundzie.
Podobnie jak u innych czołowych zawodniczek występy deblowe Brendy Schultz pozostają nieco w cieniu gry pojedynczej, ale Holenderka ma na koncie i w deblu poważne sukcesy. Wygrała łącznie dziewięć deblowych turniejów, była w dziesięciu finałach. Wśród jej turniejowych triumfów są prestiżowe mistrzostwa Kanady, mistrzostwa Niemiec czy turniej w Indian Wells. W 1995 w parze z Australijką Rennae Stubbs była w finale wielkoszlemowego US Open. W 1996 wygrała pięć turniejów deblowych. W 1995 została sklasyfikowana jako 7. deblistka świata i wystąpiła w deblowym Masters. W grze mieszanej, poza finałem French Open 1988, osiągnęła jeszcze półfinał US Open 1997 (z Amerykaninem Luke Jensenem). Jej dotychczasowe zawodowe zarobki – w singlu i deblu – przekroczyły dwa i pół miliona dolarów amerykańskich.
W latach 1988-2005 (ale z przerwą 1997-2004) wygrała 19 spotkań w ramach Pucharu Federacji, przegrała 11. Barw Holandii broniła również na olimpiadzie w Barcelonie w 1992 i Atlancie w 1996. W grze pojedynczej na obu olimpiadach odpadała z późniejszymi srebrnymi medalistkami – Graf (Barcelona, w II rundzie) i Sánchez Vicario (Atlanta, III runda). W Atlancie z Manon Bollegraf była bliska medalu deblowego, ale zajęła ostatecznie 4. miejsce.

## Finały turniejów WTA
| Legenda                | Legenda |
| ---------------------- | ------- |
| Wielki Szlem           |         |
| Igrzyska olimpijskie   |         |
| WTA Tour Championships |         |
| 1988 – 2008            |         |
| Kategoria I            |         |
| Kategoria II           |         |
| Kategoria III          |         |
| Kategoria IV           |         |
| Kategoria V            |         |

### Gra pojedyncza
| Końcowy wynik | Nr | Data                 | Turniej     | Nawierzchnia | Przeciwniczka       | Wynik finału  |
| ------------- | -- | -------------------- | ----------- | ------------ | ------------------- | ------------- |
| Finalistka    | 1. | 28 lutego 1988       | Oklahoma    | Twarda       | Lori McNeil         | 3:6, 2:6      |
| Finalistka    | 2. | 24 kwietnia 1988     | Tajpej      | Dywanowa     | Stephanie Rehe      | 4:6, 4:6      |
| Finalistka    | 3. | 8 stycznia 1989      | Brisbane    | Trawiasta    | Helena Suková       | 6:7, 6:7      |
| Zwyciężczyni  | 1. | 25 sierpnia 1991     | Schenectady | Twarda       | Isabelle Dechaume   | 7:6, 6:2      |
| Zwyciężczyni  | 2. | 14 czerwca 1992      | Birmingham  | Trawiasta    | Jenny Byrne         | 6:2, 6:2      |
| Finalistka    | 4. | 12 lipca 1992        | Palermo     | Ceglana      | Mary Pierce         | 1:6, 7:6, 1:6 |
| Finalistka    | 5. | 30 sierpnia 1992     | Schenectady | Twarda       | Barbara Rittner     | 6:7, 3:6      |
| Zwyciężczyni  | 3. | 2 maja 1993          | Tarent      | Ceglana      | Debbie Graham       | 7:6, 6:2      |
| Finalistka    | 6. | 20 lutego 1994       | Oklahoma    | Twarda       | Meredith McGrath    | 6:7, 6:7      |
| Finalistka    | 6. | 15 maja 1994         | Berlin      | Ceglana      | Steffi Graf         | 6:7, 4:6      |
| Finalistka    | 7. | 10 lipca 1994        | Palermo     | Ceglana      | Irina Spîrlea       | 4:6, 6:1, 6:7 |
| Finalistka    | 8. | 6 listopada 1994     | Quebec      | Dywanowa     | Katerina Maleewa    | 3:6, 3:6      |
| Zwyciężczyni  | 4. | 19 lutego 1995       | Oklahoma    | Twarda       | Jelena Lichowcewa   | 6:1, 6:2      |
| Zwyciężczyni  | 5. | 5 listopada 1995     | Quebec      | Dywanowa     | Dominique Van Roost | 7:6, 6:2      |
| Zwyciężczyni  | 6. | 25 lutego 1996       | Oklahoma    | Twarda       | Amanda Coetzer      | 6:3, 6:2      |
| Zwyciężczyni  | 7. | 26 października 1997 | Quebec      | Dywanowa     | Dominique Van Roost | 6:4, 6:7, 7:5 |

## Finały juniorskich turniejów wielkoszlemowych

### Gra pojedyncza (1)
| Końcowy wynik | Rok  | Turniej   | Nawierzchnia | Przeciwniczka    | Wynik finału |
| Zwyciężczyni  | 1988 | Wimbledon | Trawiasta    | Emmanuelle Derly | 7:5, 6:1     |